# Липський Олег Леонідович
Олег Леонідович Липський (нар. 1 січня 1975) — український футболіст, нападник.

## Життєпис
Вихованець запорізького «Металурга». Футбольну кар'єру розпочав у 1993 році в складі новомиколаївського «Ниви-Віктора» (зараз — «Таврія»), який виступав в аматорському чемпіонаті України (10 голів). Під час зимової перерви сезону 1993/94 повернувся до Запоріжжя, де підписав контракт з місцевим «Віктором»,який виступав у Перехідній лізі. За нову команду в дебютному сезоні зіграв 25 матчів, в яких відзначився 4-а голами. Допоміг команді завоювати бронзові медалі першості. Сезон 1994/95 років розпочав у Другій лізі, зіграв 8 матчів, в яких відзначився 8-а голами. Завдяки високій результативності на Олега звернув увагу іменитіший запорізький клуб, «Металург», й на початку вересня 1994 року він переходить до складу «металургів». У новій команді дебютував 10 вересня 1994 року в переможному (1:0) домашньому поєдинку 8-о туру Вищої ліги проти рівненського «Вереса». Липський вийшов на поле на 59-й хвилині, замінивши Володимира Ваніна. Дебютним голом у Вищій лізі відзначився 15 жовтня 1994 року на 88-й хвилині переможного (3:1) домашнього поєдинку 13-о туру проти одеського «Чорноморця». Олег вийшов на поле на 57-й хвилині, замінивши Євгена Саприкіна. У сезоні 1994/95 років був гравцем основної обойми, часто виходив на поле. В першій частині наступного сезону також грав, проте поступово почав втрачати своє місце. За період у понад один сезон У Вищій лізі провів 29 матчів, відзначився 4-а голами; ще 3 поєдинки (1 гол) зіграв у кубку України.
Під час зимової паузи сезону 1995/96 повернувся до «Віктора». Дебютував у футболці запорожців 2 квітня 1996 року в програному (0:1) виїзному поєдинку 23-о туру групи Б Другої ліги проти «Авангарда-Індустрії». Олег вийшов на поле в стартовому складі, а на 73-й хвилині його замінив Кирило Бурхан. Дебютними м'ячами за «Віктор» відзначився 26 квітня 1994 року на 17, 21 та 87-й хвилинах переможного (4:0) доманього поєдинку 29-о туру групи Б Другої ліги проти сакського «Динамо». Липський вийшов на поле в стартовому складі та відіграв увесь матч. У команді був ключовим гравцем, зіграв 30 матчів (15 голів) у Другій лізі та 2 матчі (1 гол) у кубку України.
У 1997 році повернувся до «Металурга». Дебютував у футболці «металургів» 6 квітня 1997 року в програному (0:1) виїзному поєдинку 19-о туру Вищої ліги проти львівських «Карпат». Олег вийшов на поле в стартовому складі, а на 46-й хвилині його замінив Олександр Іванов. Дебюним голом у футболці запорожців 20 травня 1997 року на 39-й хвилині програного (2:3) виїзного поєдинку 26-о туру Вищої ліги проти «Прикарпаття». Липський вийшов на поле в стартовому складі, а на 73-й хвилині його замінив Олег Вєтров. У Другій частині сезону 1996/97 зіграв 6 матчів та відзначився 3-а голами. Наступного сезону також був основним (12 матчів у Вищій лізі, 3 матчі та 1 гол у кубку країни). Переважну більшість сезону 1998/99 років відіграв у друголіговому фарм-клубі запорожців, «Металурзі-2» (16 матчів, 6 голів), за першу ж команду провів по 1-у поєдинку у Вищій лізі та кубку країни.
Сезон 1999/00 років розпочав у складі запорізького «Торпедо». За нову команду дебютував 31 липня 1999 року в переможному (1:0) виїзному поєдинку 2-о туру Першої ліги проти одеського «Чорноморця-2». Олег вийшов на полі в стартовому складі, на 5-й хвилині відзначився голом, а на 83-й хвилині його замінив Ігор Рутанський. У складі запорізького клубу зіграв 12 матчів (1 гол). З листопада 1999 року на футбольне поле більше не виходив.